# FC Germania Brötzingen
FC Germania Brötzingen was een Duitse voetbalclub uit Pforzheim.

## Geschiedenis
De club werd opgericht in december 1906 en sloot zich later aan bij de Zuid-Duitse voetbalbond. In de jaren twintig en dertig speelde de club op het hoogste niveau, maar na de Tweede Wereldoorlog zakte de club weg in de anonimiteit.
In 2011 fuseerde de club met 1. FC Eutingen tot SV Kickers Pforzheim. 

## Erelijst
Kampioen Württemberg
1929